# Gérard Sivéry
Gérard Sivéry, né le 28 avril 1925 à Saint-Remy-Chaussée (Nord) et mort le 23 octobre 2012 à Lille, est un historien et universitaire français.

## Biographie
Gérard Sivéry est nommé assistant en 1967 à la faculté des lettres de Lille. Il soutient une thèse de doctorat de lettres en 1972 qui portait sur les structures agraires et vie rurale dans le Hainaut à la fin du Moyen Âge. Gérard Sivéry réalise sa carrière universitaire à l’université de Lille III jusqu'à son départ à la retraite en 1993.  
D'abord spécialisé dans l'histoire économique du Moyen Âge, il s'est orienté depuis 1983 vers la biographie des souverains. 

## Publications
- Structures agraires et vie rurale dans le Hainaut à la fin du Moyen Âge, Atelier National de Reproduction des Thèses, 1973, 1237 p.
- « L'évolution du prix du blé à Valenciennes aux XIVe et XVe siècles », Revue du Nord, 1965, tome 47, p. 177-194.
- « La bassin scaldien et la géographie de la circulation au XIIIe siècle », Revue belge de philologie et d’histoire, 1980, tome 58, p. 797-832.
- « Commerce et marchands à Valenciennes à la fin du Moyen Age », dans Valenciennes et les anciens Pays-Bas. Mélanges offerts à Paul Lefrancq, Valenciennes, Publications du Cercle archéologique et historique de Valenciennes, 1976, p. 71-80.
- « Dominations abbatiales, terroirs et paysages ruraux dans le Hainaut méridional à la fin du Moyen Âge », Cahiers du Centre interdisciplinaire d'études rurales appliquées, 1990, n°7, p. 4-10.
- « La description du paysage rural par les scribes et les paysans du Hainaut à la fin du Moyen Age », Revue du Nord, 1980, tome LXII, p. 61-71.
- « La fin de la guerre de Cent Ans et les malheurs du Hainaut », Revue d'histoire économique et sociale, 1974, vol. 52, n° 3, p. 312-338.
- « Le Hainaut et la Peste Noire », Mémoires et Publications de la Société des Sciences, des arts et des lettres, 1965, vol. 79, p. 431-447.
- « Le vin : commerce et consommation paysanne dans le sud du Hainaut à la fin du Moyen Age », Revue du Nord, 1967, n° 193, p. 281-291.
- « Les progrès des comptabilités rurales dans le Hainaut vers 1300 », Le Moyen Age, 1976, n° 1, p. 25-66.
- « L'évolution des documents comptables dans l'administration hennuyère de 1287 à 1360 environ », Bulletin de la Commission Royale d'histoire, Académie Royale de Belgique, Bruxelles, 1975, tome CXLI, p. 133-233.
- Mirages méditerranéens ou réalités atlantiques ? : 13e-15e siècles, Presses universitaires de France, 1976, 286 p.
- Saint Louis et son siècle, Tallandier, 1983, 672 p.
- Marguerite de Provence, une reine au temps des cathédrales, Fayard, 1987, 301 p.
- Terroirs et communautés rurales dans l'Europe occidentale au Moyen Âge, 1990, Presses universitaires de Lille, 248 p.
- Blanche de Castille, Fayard, 1990.
- Louis VIII le Lion, Paris, Fayard, 1995, 473 p. (ISBN 2-213-59395-7).
- Saint Louis et son siècle, Tallandier, 1998, 684 p.
- Les Capétiens et l'argent au siècle de Saint Louis, essai sur l'administration et les finances royales au XIIIe siècle, Presses universitaires du Septentrion, 2000.
- Louis IX, Le roi saint 1214-1270, Tallandier, 2002, 159 p.
- Philippe Auguste, Perrin, 2003, 430 p.  (ISBN 978-2-262-02045-3)
- Philippe III, le Hardi, Fayard, 2003, 360 p.  (ISBN 9782213614861)
- Saint-Louis : Le roi Louis IX, 2007, Tallandier,  (ISBN 978-2847343861)

## Distinctions et postes honorifiques
- Commandeur de l'ordre des Palmes académiques

- 1984 : médaille d'argent du prix Thérouanne[3]
- Membre du Comité national des Universités, 1975-1984
- Vice-président du jury du CAPES, 1978-1981
- Membre du Conseil de l'Université de Lille 3, 1980-1985
- Président du Conseil scientifique de l'UER d'histoire de l'Université de Lille 3, 1985-1993
- Directeur du DEA Histoire et civilisation, 1983-1992
- Membre de la Commission historique du Nord, 1971
- Associate membership of the International Medieval Institute, 1994
- Membre de la Société archéologique et historique de l'arrondissement d'Avesnes, 1954
- Membre de la Société de l'histoire de France, 1983
- Membre du Centre européen d'études bourguignonnes, 1983
- Membre du Comité de Rédaction de la Revue du Nord, 1972-1992[4]